# Prisade
Prisade (szerbül: Присаде), település Bosznia-Hercegovinában, a Szerb Köztársaság északi régiójában Doboj községben. 

## Fekvése
A település Bosznia-Hercegovina északi részén, Dobojtól légvonalban 4, közúton 6 km-re nyugatra, 200-350 méteres magasságban található.

## Népessége
| Nemzetiségi csoport | Népesség 1991 | Népesség 2013 |
| ------------------- | ------------- | ------------- |
| Szerb               | 7             | 1             |
| Bosnyák             | 1             | 0             |
| Horvát              | 394           | 21            |
| Jugoszláv           | 11            | 0             |
| Egyéb               | 1             | 0             |
| Összesen            | 414           | 22            |

## Története
A horvát lakosságú település 1878-ig tartozott az Oszmán Birodalomhoz, ekkor a berlini kongresszus határozata alapján az Osztrák-Magyar Monarchia része lett. 1879-ben az első osztrák-magyar népszámlálás során a Tešanji járáshoz és Doboj községhez tartozó településnek 17 háztartása, 119 római katolikus és 7 ortodox lakosa volt. 1910-ben a Tešanji járáshoz tartozó településen 36 háztartást, 177 római katolikus, 8 ortodox és 6 görög katolikus lakost találtak. A monarchia szétesésével 1918-ban előbb a Szerb-Horvát-Szlovén Királyság, majd 1929-től a Jugoszláv Királyság része lett. 1921-ben a Doboji járáshoz tartozó községnek 162 lakosa volt, ebből 146 római katolikus, 9 ortodox szerb, 6 evangélikus és 1 görög katolikus volt. Az 1929-es törvény értelmében, amikor Bosznia-Hercegovinát négy banovinára, Drinskára, Vrbaskára, Zetskára és Primorskára osztották, a település a Vrbaska banovina része lett, amelynek székhelye Banja Luka volt.
A második világháborúban Jugoszlávia megszállása után a Független Horvát Állam (NDH) része lett. A második világháború után 1992-ig a település a szocialista Jugoszlávia keretében a Bosznia-Hercegovinai Népköztársaság része volt. A boszniai háború nagy szenvedéseket hozott az itteni horvát lakosságnak. A szerb félkatonai erők 1992 elején foglalták el. A falu etnikai tisztogatás és civilek elleni atrocitások színhelye volt, 24 lakos halálát okozva. Prisade stratégiailag fontos hely volt, mivel hozzáférést biztosított Putnikovo Brdóhoz, ahonnan tüzérséggel Usora nagy részét be lehetett lőni lehet. A szerb erők ezt kihasználva a tüzérség nagy részét itt állomásoztatták, ami a háború során végig több áldozatot követelt. A boszniai háborút lezáró daytoni békeszerződés rendelkezése alapján az ország területét felosztották a Bosznia-hercegovinai Föderáció és a boszniai Szerb Köztársaság között.  A békeszerződés utáni területmegosztási megállapodás értelmében a Boszniai Szerb Köztársasághoz és Doboj községhez került. 1992 közepén a Prisade településen körülbelül 150 házat romboltak le és fosztottak ki, amelyek közül több mint százat a mai napig (2014) nem építettek újjá, így a település nagy része úgy néz ki, mintha a boszniai háború épp most ért volna véget. A háború után ezen a településen körülbelül 30 házat építettek újjá. Ma már csak kevés visszatérő él itt.